# Cephalotes columbicus
Cephalotes columbicus é uma espécie de inseto do gênero Cephalotes, pertencente à família Formicidae.